# Stosunki Rosji z Unią Europejską
Stosunki Unia Europejska-Rosja zostały po raz pierwszy sformalizowane 24 czerwca 1994 roku, gdy podpisano układ o partnerstwie i współpracy, który wszedł w życie 1 grudnia 1997 roku i obowiązywał przez 10 lat. Regulował on sprawy gospodarcze i handlowe, liberalizując przepływ kapitału, towaru i usług, rozszerzał współpracę naukowo-techniczną, dotyczącą ochrony środowiska i korzystania z przestrzeni kosmicznej, regulował sprawy związane z wymiarem sprawiedliwości i walką z przestępczością oraz ustalił formę dialogu politycznego. W jego wyniku zaczęto odbywać spotkania na szczycie, a od 1998 roku także spotkania ministerialne Rady Współpracy Unia Europejska-Rosja, której zadanie to coroczne opracowywanie planów współpracy. Utworzono również Parlamentarny Komitet Współpracy, obradujący w składzie przedstawicieli parlamentów.
Na szczycie Unii Europejskiej w Kolonii 4 czerwca 1999 roku ustalono pierwszą w historii wspólną strategię. Została ona przyjęta na 4 lata, a w czerwcu 2003 roku przedłużona na następny rok, wygasła 24 czerwca 2004 roku. Precyzowała ona cele unijnej polityki wobec Rosji:
- wzmacnianie demokracji i rządów prawa oraz roli publicznych instytucji w Rosji poprzez między innymi wsparcie tego kraju w wysiłkach na rzecz przestrzegania praw człowieka i zasad demokracji, rozwijanie społeczeństwa obywatelskiego, rozwój kontaktów międzykulturowych oraz wolnych mediów i organizacji pozarządowych
- włączenie Rosji do europejskiego systemu gospodarczego poprzez pomoc doradczą odnośnie do polityki gospodarczej, wsparcie rosyjskiego przemysłu, rolnictwa i energetyki, wsparcie reform sektora bankowego oraz skoordynowanie unijnej polityki wobec Rosji odnośnie do finansów
- współdziałanie na rzecz europejskiego i światowego bezpieczeństwa poprzez rozwój wspólnych inicjatyw, zwiększania operacyjnej roli dialogu politycznego, rozszerzenie współpracy zmierzającej do zapobiegania konfliktom i handlu bronią oraz kontrolę zbrojeń
- współpraca w stawianiu czoła globalnym wyzwaniom: zapewnianie bezpieczeństwa energetycznego i nuklearnego, niszczenie zapasów broni chemicznej, ochrona środowiska i bezpieczne składowanie niebezpiecznych odpadów, walka z przestępczością, praniem brudnych pieniędzy, handlem ludźmi i narkotykami poprzez współpracę policyjną i sądową

29 maja 2000 roku odbył się szczyt UE-Rosja, którego tematem były najistotniejsze aspekty współpracy ze szczególnym uwzględnieniem spraw bezpieczeństwa europejskiego i światowego. Na tym spotkaniu pełniący od 1 stycznia tego roku funkcję prezydenta Władimir Putin pozytywnie ustosunkował się do tworzonej wówczas Europejskiej Polityki Bezpieczeństwa i Obrony.
30 października 2000 roku ustanowiono tzw. dialog energetyczny, który miał na celu regulację stosunków w sprawie dostaw do Unii surowców energetycznych. Rosja jest obecnie największym partnerem Unii w tej dziedzinie i pokrywa ponad 40% jej konsumpcji, w szczególności gazu ziemnego i ropy naftowej. Podstawowe kwestie omawiane w ramach dialogu to zapewnienie bezpieczeństwa energetycznego krajom UE i dopuszczenie zachodnich firm do rosyjskiego przemysłu naftowego na równych zasadach. Dyskutuje się również na temat handlu paliwem do elektrowni atomowych i zapewnieniem bezpieczeństwa rosyjskich reaktorów. Unia prowadzi ponadto starania o to, by Rosja podpisała Protokół Tranzytowy i ratyfikowała Europejską kartę energetyczną, podpisaną 17 grudnia 1991 roku w Hadze przez 46 krajów.
10 kwietnia 2001 roku podpisano układ o współpracy naukowej i technologicznej, a pod koniec maja rozpoczęto prace nad ustanowieniem wspólnej europejskiej przestrzeni gospodarczej. 3 października tego samego roku w Brukseli odbył się szczyt, którego rezultatem było poszerzenie dialogu o problematykę współpracy politycznej i w zakresie bezpieczeństwa.
29 maja 2002 roku na szczycie w Moskwie wydano Wspólną deklarację o praktycznych krokach w rozwijaniu dialogu politycznego i w sprawach reagowania kryzysowego i bezpieczeństwa. Rosja wówczas wyszła z inicjatywą planu wspólnego działania w dziedzinie EPBiO i ustanowiła przedstawiciela do spraw kontaktów ze Sztabem Wojskowym Unii Europejskiej. Niedługo później, w czerwcu tamtego roku, na posiedzeniu w Sewilli Rada Europejska zaprosiła Rosję do dialogu dotyczącego misji petersberskich.
W 2002 roku kontakty między Unią a Rosją dotyczyły głównie polityki nadgranicznej. W związku ze zbliżającym się własnym rozszerzeniem, UE mając w perspektywie sąsiedztwo z Rosją, domagała się wprowadzenia obowiązku posiadania paszportów przez obywateli Rosji przy przekraczaniu unijnej granicy. Zasady ruchu granicznego ustalono w listopadzie 2002 roku. Nie wprowadzono wiz, a dla osób podróżujących przez Litwę między Królewcem a resztą Rosji wprowadzono uproszczone dokumenty, choć od 1 stycznia 2005 roku wszyscy obywatele rosyjscy musieli posiadać międzynarodowe paszporty, by przekroczyć granicę Litwy.
31 maja w Petersburgu, podczas obchodów 300-lecia tego miasta, odbył się szczyt, w którym wzięli udział Rosja, kraje członkowskie Unii Europejskiej i kraje kandydujące. Ustanowiono na nim 4 wspólne przestrzenie współpracy:
- gospodarcza
- wolności, sprawiedliwości i bezpieczeństwa
- bezpieczeństwa międzynarodowego
- badań naukowych, edukacji i kultury

Na szczycie podjęto również kilka innych decyzji, m.in.: Radę Partnerstwa przemianowano na Stałą Radę Partnerstwa i włączono Rosję do misji policyjnej Unii w Bośni i Hercegowinie. Rosja natomiast zadeklarowała chęć udziału w innych cywilnych operacjach reagowania kryzysowego i złożyła propozycję zniesienia wiz.
6 listopada 2003 roku odbył się kolejny szczyt, który zaowocował deklaracją o wzmacnianiu współpracy politycznej i bezpieczeństwa. Z powodu rozszerzenia Unii Europejskiej w 2004 roku konieczne było rozciągnięcie układu o partnerstwie i współpracy na nowe państwa, czego dokonano 27 kwietnia podpisując protokół do układu. Miesiąc później, 21 maja w Moskwie zawarto porozumienie odnośnie do poparcia Unii dla Rosyjskiej akcesji do WTO.
W 2004 roku Rosja odmówiła udziału w Europejskiej Polityce Sąsiedztwa, gdyż nie chciała być postawiona na równi z innymi państwami postradzieckimi. Podczas pomarańczowej rewolucji opowiedziała się po stronie Wiktora Janukowycza, oskarżanego o sfałszowanie wyborów, co spowodowało konflikt z Unią Europejską.
W 2005 roku, gdy w wyniku polsko-rosyjskiego sporu o drugą nitkę rurociągu jamalskiego, Rosja zdecydowało się poprowadzić rurę tranzytową po dnie Bałtyku, Polska zaczęła zabiegać o ustanowienie wspólnej polityki energetycznej, która pozwoliłaby zabezpieczyć się przed nieprzewidzianymi działaniami Rosji. Z tego też powodu w dniach 8-9 marca 2007 roku Rada Europejska zainicjowała zintegrowaną politykę klimatyczną i energetyczną, której celami mają być: zapewnienie bezpieczeństwa energetycznego, zwiększenie równego dostępu europejskich przedsiębiorstw do złóż surowców oraz rozwój w zgodzie ze środowiskiem.
Ponieważ układ o partnerstwie i współpracy był zawarty na 10 lat, pojawiła się potrzeba negocjacji nowego. 24 listopada 2006 roku na szczycie Unii Europejskiej i Rosji w Helsinkach próbowano rozpocząć rozmowy w tej kwestii, jednak zablokowała je Polska, będąca wówczas w sporze z Rosją w związku z wprowadzeniem zakazu importu polskiego mięsa. Został on zniesiony w grudniu 2007 r.. 
W 2010 roku zainicjowano Partnerstwo dla Modernizacji.
W 2011 roku zainicjowano rozwój dwustronnej współpracy w ramach Obszaru wolności, bezpieczeństwa i sprawiedliwości, co doprowadzić ma do liberalizacji reżimu wizowego.
Dzięki wsparciu Unii Europejskiej wypracowano porozumienie na mocy którego Rosja stała się członkiem Światowej Organizacji Handlu w 2012 roku.

## Stosunki z Rosją po zajęciu Krymu i wojną w Donbasie
Relacje Unii Europejskiej z Rosją zaczęły się pogarszać po zajęciu Krymu i wojną w Donbasie w 2014 roku. Unia zaczęła nakład sankcje o charakterze gospodarczym i dyplomatycznym na Federację Rosyjską. Były to działania między innymi:
- Zawieszenie szczytów Rosja - Unia Europejska,
- Zawieszenia rozmów o nowych wizach oraz negocjacji o nowej umowie partnerskiej,
- Wstrzymanie negocjacji w sprawie w sprawie przystąpienia Rosji do OECD oraz Międzynarodowej Agencji Kosmicznej,
- Wykluczenie Rosji z G8,
- Zatrzymanie wiz i zamrożenie majątku podmiotów, które wspierały destabilizację integralności Ukrainy,
- Sankcje na produkty z Krymu[6].

W odwecie Rosja zakazała wielu produktów rolno-spożywczych z Unii Europejskiej. Mimo tych działań Rosja do 2021 roku była jednym z głównych partnerów handlowych Unii. 
W 2016 roku nastąpiły pierwsze kroki do ocieplenia relacji podczas forum ekonomicznego odbywającego się w Petersburgu. Wtedy został ratyfikowany protokół do umowy o partnerstwie i współpracy między Rosją a Wspólnotami Europejskimi i jej członkami, które uwzględniało przyjęcie Chorwacji do Unii.
Ponadto Unia ponownie oceniła swoje stosunki z Rosją w globalnej strategii bezpieczeństwa w 2016 roku. Określiła wtedy 5 zasad przewodnich, które mają obowiązywać z Rosją:
- Wdrożenie porozumień mińskich,
- Wzmocnienie stosunków ze wschodnimi partnerami Unii oraz innymi krajami,
- Wzmocnienie odporności Unii na wojny hybrydowe czy niezależność energetyczna,
- Możliwość wchodzenia we współpracę z Rosją w sprawach wchodzących w zakres zainteresowań Unii,
- Wspieranie społeczeństwa obywatelskiego w Rosji.

Od 2014 r. stosunki między UE a Rosją są napięte z powodu bezprawnej aneksji Krymu, wspierania przez Rosję ugrupowań separatystycznych na wschodzie Ukrainy, polityki destabilizacji krajów ościennych, kampanii mających na celu dezinformację i ingerencję oraz wewnętrznych naruszeń praw człowieka. Po tym, jak 24 lutego 2022 r. Rosja rozpoczęła niczym niesprowokowaną, nieuzasadnioną i bezprawną wojnę napastniczą przeciwko Ukrainie, zawieszono pozostałą współpracę polityczną, kulturalną i naukową.

## Stosunki po rozpoczęciu pełnoskalowej wojny na Ukrainie
Po pełnoskalowym ataku Rosji na Ukrainę w lutym 2022 roku, relacje Unii z Rosją gwałtownie się pogorszyły. Unia Europejska uznała Rosję za największe zagrożenie dla swojego bezpieczeństwa. Zmieniono również zasady podejścia Unii do Rosji:
- Izolacja Rosji na arenie międzynarodowej oraz nakładanie większej ilości sankcji,
- Zapewnienie rozliczenia rosyjskich zbrodniarzy wojennych odpowiedzialnych za wiele zbrodni wojennych popełnionych na terenie Ukrainy,
- Wspieranie krajów graniczących z Unią, w tym za pośrednictwem polityki rozszerzenia Unii,
- Rozwijanie współpracy z NATO i innymi partnerami
- Zwiększenie niezależności w kwestiach energetycznych, rozbudowa infrastruktury krytycznej oraz przeciwdziałanie rosyjskiej propagandy,
- Wspieranie społeczeństwa obywatelskiego i wolnych mediów w Rosji

W reakcji na konflikt kraje UE zaczęły nakładać większe sankcje na Rosję. W kwietniu 2024 roku sankcje nałożono na ponad 2100 osób m.in. Władimira Putina, Siergieja Ławrowa i przedstawicieli dumy, którzy zatwierdzili okupacje ukraińskich regionów. Unia również zawiesiła umowę o ułatwieniach wizowych z 2007 roku.
W odpowiedzi Rosja opublikowała listę państw nieprzyjaznych Rosji, na której znalazły się kraje Unii Europejskiej oraz rozszerzyła "listę osób niepożądanych" o liderów UE wyższego szczebla, komisarzy, szefów organów wojskowych Unii oraz prawie wszystkich posłów europarlamentu.

Charles Michel - przewodniczący Rady Europejskiej w latach 2019-2024